# The Story of a Young Heart
The Story of a Young Heart é o terceiro álbum do grupo A Flock of Seagulls, lançado em 1984. Foi o último a ser gravado pela formação original inteira da banda, pois o guitarrista Paul Reynolds abandonou o grupo logo após o lançamento do álbum. The Story of a Young Heart foi relançado em 2008 pela Cherry Red Records, e inclui faixas bônus.

## Lista de faixas
| N.º | Título                                 | Duração |  |
| 1.  | "The Story of a Young Heart"           | 6:07    |  |
| 2.  | "Never Again (The Dancer)"             | 5:05    |  |
| 3.  | "The More You Live, The More You Love" | 4:10    |  |
| 4.  | "European (I Wish I Was)"              | 4:26    |  |
| 5.  | "Remember David"                       | 4:06    |  |
| 6.  | "Over My Head"                         | 3:55    |  |
| 7.  | "Heart of Steel"                       | 5:45    |  |
| 8.  | "The End"                              | 3:34    |  |
| 9.  | "Suicide Day"                          | 5:20    |  |

### Lista de faixas da versão remasterizada de 2008
| N.º | Título                                                 | Duração |  |
| 1.  | "The Story of a Young Heart"                           | 6:07    |  |
| 2.  | "Never Again (The Dancer)"                             | 5:05    |  |
| 3.  | "The More You Live, The More You Love"                 | 4:10    |  |
| 4.  | "European (I Wish I Was)"                              | 4:26    |  |
| 5.  | "Remember David"                                       | 4:06    |  |
| 6.  | "Over My Head"                                         | 3:55    |  |
| 7.  | "Heart of Steel"                                       | 5:45    |  |
| 8.  | "The End"                                              | 3:34    |  |
| 9.  | "Suicide Day"                                          | 5:20    |  |
| 10. | "The More You Live, The More You Love (7" Remix)"      | 4:13    |  |
| 11. | "The More You Live, The More You Love (Full Moon Mix)" | 6:17    |  |
| 12. | "Lost Control"                                         | 4:12    |  |
| 13. | "Never Again (The Dancer) (7" Version)"                | 3:46    |  |
| 14. | "Never Again (The Dancer) (12" Dance Mix)"             | 5:17    |  |
| 15. | "Living in Heaven"                                     | 5:32    |  |
| 16. | "Remember David (7" Version)"                          | 4:07    |  |

## Créditos

### A Flock of Seagulls
- Mike Score  – vocal, teclado, guitarra adicional
- Paul Reynolds  – guitarra principal, vocal de apoio
- Frank Maudsley  – baixo, vocal de apoio
- Ali Score  – bateria, percussão

### Produção
- Produzido por Steve Lovell
- Engenheiros: Alister Bullock, Steve Lipson, Chris Porter, Philip Vinali[4]

## Posição nas paradas
| Parada (1984)            | Melhor posição |
| ------------------------ | -------------- |
| Canada Albums Chart      | 32             |
| German Albums Chart      | 31             |
| New Zealand Albums Chart | 36             |
| UK Albums Chart          | 30             |
| U.S. Billboard Top 200   | 67             |